# Onslow megye
Onslow megye az Amerikai Egyesült Államokban, azon belül Észak-Karolina államban található. Megyeszékhelye és legnagyobb városa Jacksonville. Lakosainak száma 204 576 fő (2020. április 1.). Onslow megye Jones, Carteret, Pender és Duplin megyékkel határos.

## Népesség
A megye népességének változása:
| Lakosok száma | 179 557 | 177 834 | 184 001 | 185 220 | 186 311 | 204 576 |
|               | 2010    | 2011    | 2012    | 2013    | 2015    | 2020    |